# أندي دوغان
أندي دوغان (بالإنجليزية: Andy Dugan)‏ هو منتج أفلام ومخرج أمريكي، ولد في 16 ديسمبر 1981.

## وصلات خارجية
- الموقع الرسمي
- أندي دوغان على موقع IMDb (الإنجليزية)
- أندي دوغان على موقع كينوبويسك (الروسية)